# ويليام دينتون
ويليام دينتون (2 نوفمبر 1890 - 23 أبريل 1979)  (بالإنجليزية: William Denton)‏ هو لاعب كريكت بريطاني (وحمل سابقاً جنسية المملكة المتحدة لبريطانيا العظمى وأيرلندا).